# Archidiocèse de Puerto Montt
L'archidiocèse de Puerto Montt (en latin : Archidioecesis Portus Montt ; en espagnol : Arquidiócesis de Puerto Montt) est un archidiocèse métropolitain de l'Église catholique du Chili.

## Territoire

Archidiocèse de Puerto Montt
Suffragants

L'archidiocèse comprend la province de Llanquihue dans la région des Lacs. Son siège archiépiscopal est à Puerto Montt où se trouve la cathédrale Notre-Dame-du-Mont-Carmel (es), au fronton dorique, construite en 1870. Son territoire de 17 664 km est subdivisé en 32 paroisses. 

## Histoire
Le diocèse de Puerto Montt est érigé le 1er avril 1939 par la constitution apostolique Summi Pontificatus du pape Pie XII, recevant son territoire du diocèse de San Carlos de Ancud. À l'origine, il est suffragant de l'archidiocèse de Concepción.
Il cède une portion de territoire le 15 novembre 1955 pour l'érection du diocèse d'Osorno.
Le 10 mai 1963, il est élevé au rang d'archidiocèse métropolitain par la constitution apostolique Apostolicae Sedis du pape Jean XXIII avec pour suffragants les diocèses d'Osorno, San Carlos de Ancud, Punta Arenas et le vicariat apostolique d'Aysén.

## Évêque et archevêques
évêques
- Ramón Munita Eyzaguirre (29 avril 1939 - 23 novembre 1957) nommé évêque de San Felipe
- Alberto Rencoret Donoso (21 mars 1958 - 10 mai 1963) devient 1er archevêque de Puerto Montt

archevêques
- Alberto Rencoret Donoso (10 mai 1963 - 18 mai 1970)
  - Sede Vacante (1970-1974)
- Eladio Vicuña Aránguiz (16 juillet 1974 - 13 mai 1987)
- Savino Bernardo Maria Cazzaro Bertollo, O.S.M (8 février 1988 - 27 février 2001)
- Cristián Caro Cordero (27 février 2001[4] - 11 juin 2018)
- Luis Fernando Ramos Pérez depuis le 27 décembre 2019[5].